# Bivouac Felice Giordano
Le bivouac Felice Giordano se situe à 4 167 mètres d'altitude sur le Balmenhorn (mont Rose), dans la haute vallée du Lys, sur la commune de Gressoney-La-Trinité.

## Histoire
Une première cabane militaire fut bâtie sur le Balmenhorn pendant la Première Guerre mondiale. En 1955, la statue du Christ des sommets fut érigée près d'elle. Le bivouac actuel remplaça la cabane en 1985, et fut dédié à Felice Giordano, un guide de montagne originaire d'Alagna Valsesia, qui perdit sa vie lors d'une opération de secours en haute montagne.

## Caractéristiques et informations
Ce bivouac n'est pas gardé et est ouvert toute l'année. Il dispose de 6 lits et peut être utilisé comme refuge d'urgence.

## Accès
Depuis l'arrivée de la télécabine de pointe Indren, on rejoint ce bivouac en passant par le refuge Ville de Mantoue et par la cabane Giovanni Gnifetti, sur le chemin du col du Lys, en trois heures et demie environ.

## Ascensions
- Pointe Dufour - 4 634 mètres
- Pointe Zumstein - 4 563 mètres
- Pointe Gnifetti - 4 559 mètres
- Pointe Parrot - 4 436 mètres
- Ludwigshöhe - 4 342 mètres
- Tête noire - 4 322 mètres
- Pyramide Vincent - 4 215 mètres
- Liskamm oriental - 4 527 mètres

## Traversées
- Refuge Quintino Sella au Félik
- Refuge Mont Rose, par le col du Lys